# Вспышки перед глазами
«Вспышки перед глазами» (англ. Flashes before Your Eyes) — восьмая серия третьего сезона американского телесериала «Остаться в живых». Это вторая серия Десмонда за сериал.

## Сюжет

### Воспоминания
Десмонд поворачивает ключ в бункере и вдруг падает с лестницы. На него вылилась красная краска. Затем появляется Пенелопа, его подруга, и сообщает ему о встрече с её отцом, упоминая при этом "конец света". Вдруг он услышал звук сирены, когда нужно нажать на кнопку в бункере, и бежит на этот звук, в кухню. Оказывается, это всего лишь микроволновка. Далее он идёт в офисное здание и разговаривает с женщиной и доставщиком, который упоминает число 815 посылки. Затем он входит в кабинет отца Пенни, мистера Уидмора, и разговаривает с ним. Уидмор предлагает ему должность, но Десмонд признается, что пришел просить руку дочери. Уидмор показывает виски MacCutcheon и говорит, что Десмонд недостоин даже выпить стакан этого виски. И отказывает ему в женитьбе на его дочери. Когда он выходит из здания, он видит Чарли, играющего на гитаре и зарабатывающего деньги, и подходит к нему. Тот его не знает, но Десмонд знает Чарли. Он говорит ему про остров и бункер, но Чарли, как и все остальные, не понимают о чём идёт речь. Затем Десмонд разговаривает с другом-физиком. Десмонд считает, что может предсказывать будущее. Он делает предсказание по футбольному матчу (выигрыш команды), но оно неправильное, и то, что сейчас вошедший будет бить бармена битой, но снова ошибся. Затем Десмонд заходит в ювелирный магазин и разговаривает с продавщицей. Далее она говорит, что он не может жениться на Пенелопе, так как он должен быть на острове. Затем Десмонд фотографируется с Пенни на фоне залива, получается прекрасно знакомая ему фотография, и он понимает, что ничего нельзя изменить. Десмонд расстаётся с Пенни и бросает кольцо в воду. Позже его предсказание сбывается по отношению к другому футбольному матчу и посетителю с битой: он просто ошибся временем. Посетитель хочет ударить бармена, но промахивается и ударяет Десмонда. Десмонд теряет сознание и приходит в себя снова на острове, недалеко от обломков бункера, голым.

### События
Десмонд зовёт с собой Чарли и Хёрли, и они идут на похороны Эко. Затем он вдруг бежит на пляж и спасает тонущую в океане Клэр. Хёрли говорит Чарли, что Десмонд видит будущее. Затем они поют и пьют виски MacCutcheon (то самое, которое Уидмор не дал Десмонду) вечером возле костра. Десмонд отказывается объяснить Чарли, как он узнал, что Клэр тонет. Чарли обзывает его трусом и Десмонд говорит, что он спас Чарли уже 2 раза: первый раз, когда была молния, которая должна была убить Чарли, второй, когда Клэр тонула, Чарли бы сам утонул, когда спасал бы её. Но что бы он ни делал, рано или поздно Чарли всё равно умрёт.